# Géographie historique
 (juin 2022).
La géographie historique étudie la géographie du passé, par exemple les territoires ou la population à une époque donnée. Elle peut aussi étudier leur évolution au cours du temps, notamment pour les paysages ruraux.
Selon Charles Higounet, « la géographie historique peut s'entendre aujourd'hui comme la restitution à un moment donné d'un état géographique qui a pu échapper d'ailleurs aux hommes de cette époque. C'est la reconstitution du passé géographique. »

## La complémentarité de l'histoire et de la géographie dans la culture française
Le professeur Jean-Robert Pitte écrivait en 1995 que « l'histoire et la géographie entretiennent en France des rapports de couples orageux ». Opposition traditionnelle que l'histoire à la géographie, comme la droite à la gauche, le rugby au football, la croissance à la crise. Il est vrai qu'historiens, géographes et naturalistes se reprochent mutuellement de ne pas satisfaire aux nécessités de la complémentarité.
Les géographes remettent en cause le poids de l'histoire dans les différentes instances de l'enseignement histoire-géographie et le savoir érudit trop éloigné des préoccupations concrètes et présentes d'une société en rapide mutation (Jean-Robert Pitte). Les historiens voient dans une forme de géographie actuelle l'emploi abusif de concepts complexes et peu accessibles aux non-initiés. Quant aux naturalistes, ils reprochent aux deux de ne pas suffisamment corréler événements et aménagements aux phénomènes naturels du passé et aux contingences naturelles du présent. 
Cette situation peut apparaître bien paradoxale car la complémentarité de l'histoire, de la géographie et de l'histoire naturelle constitue une permanence de la culture française car les trois favorisent depuis des siècles, et surtout depuis l'époque moderne, la formation des élites, la représentation et la consolidation du territoire politique, la construction de l'État-nation. En particulier, la manière d’exprimer cette complémentarité s'est développée dans la géographie historique dont les origines semblent apparaître dès le XVIe siècle. Celle-ci semble avoir toujours existé et incarne même au XIXe siècle la pratique géographique au côté de la géographie physique.
Malgré les différends qui ont opposé historiens et géographes après la Seconde Guerre mondiale, la géographie historique n’a jamais cessé d’être représentée par de grandes figures de la géographie française. Par ailleurs, si elle semble avoir toujours existé, elle n’en demeure pas moins méconnue et mal aimée, dans la recherche comme dans l’enseignement secondaire ou supérieur. On assiste cependant, aujourd’hui, à un regain d’intérêt pour cette pratique de la géographie en France lié à l’évolution et aux exigences d’une société obligée de respecter de nouvelles normes juridiques dans l’aménagement du territoire et de l’urbanisme. Pourquoi la géographie historique est-elle si méconnue alors qu’elle suscite un nouvel intérêt aujourd’hui ?

## Les origines de la géographie historique
La géographie historique est probablement la première forme pratiquée de la discipline actuelle. 

### Époque moderne
Les origines de la géographie historique en France apparaîtraient dès le XVIe siècle dans l'enseignement jésuite. Cet enseignement ne fait pas la distinction entre l'histoire et la géographie dans un contexte où les notions d'État, de frontières naturelles et d'espace administratif se construisent au sein du pouvoir royal. 
Aux XVIIe et XVIIIe siècles, le développement des travaux d'érudition des textes médiévaux par un corps de spécialistes participe à cette complémentarité. Les savants reconstituent les anciennes circonscriptions territoriales et déchiffrent le sens des noms de lieux de sorte que se met en place une sorte d'histoire de la propriété et de l'occupation du sol en France. 

### L'influence de la pensée allemande
À partir du début du XIXe siècle, cette première forme de géographie historique entre dans une phase d’essor sous l'influence de la pensée allemande. La conception espace-temps des géographes prussiens participe à la formation des élites militaires et politiques germaniques. Elle s'appuie sur une approche globale du sujet étudié où l’histoire et la géographie sont étroitement mêlées, une sorte de « totalité géographique » selon Paul Claval. Les origines historiques et les faits naturels sont imbriqués dans les travaux des géographes Alexandre de Humboldt (1769-1859) et de Friedrich Von Richthofen (1833-1905). Cette évolution influence directement la pensée française dans de multiples domaines et, notamment, dans les institutions de la géographie naissante.

## L'institutionnalisation de la géographie historique
En 1821, la Société de géographie de Paris est créée et rassemble des explorateurs, des historiens, des naturalistes mais aussi des militaires et des entrepreneurs du négoce international. Dans l'enseignement supérieur, la géographie s'impose sous la forme de géographie historique. En 1809, une chaire d'histoire et de géographie moderne est créée à la Sorbonne qui devient une chaire de géographie en 1812. En 1866, une chaire de géographie et statistique est ouverte au Collège de France où Auguste Longnon enseigne la géographie historique de 1892 à 1911, notamment l'histoire des pays et des noms de lieux. À l'École spéciale militaire de Saint-Cyr, la première chaire de géographie est occupée par Théophile Lavallée qui y enseigne la géographie physique, historique et militaire jusqu'en 1869.
À cette époque, la géographie est encore considérée comme une science auxiliaire de l'histoire et une science de cabinet. Les géographes sont spécialisés dans l'analyse des archives à contenu géographique et s'intéressent, dans la tradition des siècles passés, aux données régionales ou aux foyers des grandes civilisations (Rome et l'Égypte ancienne par exemple). Les lendemains de la défaite française face à l'Empire allemand en 1870-1871 marquent un nouveau tournant de la géographie historique. Les institutions et les enseignements géographiques sont reconnus et réorganisés grâce aux travaux d'une nouvelle génération de géographes français. Paul Vidal de La Blache (1845-1918) en est l'un des plus illustres représentants. Historien de formation, il enseigne la géographie à la faculté de Nancy puis à l'Université de la Sorbonne à partir de 1898. Il publie Tableau de la géographie de la France en 1903, premier volume d'une Histoire de la France des origines à la Révolution, dirigée par Ernest Lavisse, dans lequel la géographie et l'histoire sont étroitement associés dans une géographie physique et humaine. L'auteur y présente une relation entre la globalité géographique et la description des mœurs des habitants dans des aires géographiques qui n'ont plus pour limites les circonscriptions administratives mais celles des genres de vie. Lorsqu'il étudie, par exemple, l'étendue des forêts de Sologne, il évoque les origines médiévales et féodales pour en expliquer l'importance dans les genres de vie locaux. Ses études portent sur les espaces humanisés dans le temps présent et dans une perspective historique.
Cette manière de concevoir la géographie est suivie par plusieurs générations de géographes avant la Seconde Guerre mondiale. Lucien Gallois (1857-1941), dans Régions naturelles et noms de pays (1908), suit cette démarche pour analyser les modalités de la dénomination des circonscriptions rurales françaises. Philippe Arbos, dans la Vie pastorale dans les Alpes françaises (1922) montre l'importance des déplacements des habitants et des troupeaux dans les moyennes montagnes depuis le Moyen Âge. En somme, durant cette deuxième période, la géographie historique se situe au cœur de la démarche géographique et participe directement à la formation de plusieurs générations de géographes et d'historiens.

## La géographie historique dans la seconde moitié duXXesiècle
De la Seconde Guerre mondiale jusqu'à aujourd'hui, la géographie historique demeure l'une des manières de considérer la discipline malgré la distanciation de plusieurs courants de la géographie des méthodes historiques. Si elle apparaît en net recul dans la recherche, plusieurs géographes la maintiennent à haut niveau de rayonnement. Roger Dion (1896-1981), spécialiste de géographie rurale et professeur au Collège de France à partir de 1948, consacre plusieurs études dans une perspective historique. Dans sa thèse de doctorat sur le Val de Loire (1931), il exploite les noms de lieux comme témoins des types d'économie rurale. Dans son Essai sur la formation du paysage rural français (1934), il décrit et explique les origines des paysages ruraux français. Dans Histoire de la vigne et du vin en France (1957), ouvrage de référence encore aujourd'hui, il s'intéresse à l'évolution de la vigne et des vignobles depuis l'Antiquité.
Dans l'ensemble, la géographie historique est essentiellement consacrée aux structures agraires et aux paysages ruraux à travers les époques. Pierre Brunet, autre exemple, soutient une thèse de doctorat en 1960 intitulée Structure agraire et économie rurale des plateaux tertiaires entre la Seine et l'Oise où les différences d'aménagement entre les vallées et les plateaux s'expliquent par la présence de plusieurs abbayes sur ces derniers dès la période médiévale. À la fin du XXe siècle, cette orientation marquée vers les questions rurales tend cependant à évoluer. Une nouvelle génération de géographes ouvre d'autres perspectives mises provisoirement en retrait des recherches. Jean-Robert Pitte, dans Histoire du paysage français (1983), analyse l'évolution des paysages ruraux comme urbains. Xavier de Planhol, outre ses travaux sur les formes d'habitat et de paysages ruraux, publie de nombreux ouvrages sur la géographie historique des civilisations (l’Islam), la géographie historique de la France et les genres de vie (la consommation alimentaire).
Les travaux de Marcel Roncayolo représente, en marge de la Sorbonne, une œuvre marquante pour la géographie historique dans sa volonté d'introduire les temporalités (de l'économie, de la démographie, des paysages urbains mais aussi de l'imaginaire) dans l'analyse de l'espace. Cet auteur applique cette méthode à Marseille, à travers sa magistrale thèse de doctorat d’État, publiée seulement en 1996, et dans son Imaginaire de Marseille. Plusieurs textes de son recueil Lectures de villes. Formes et temps (2002) reviennent sur les fondements de la complémentarité de l'histoire et de la géographie.
De nouvelles synthèses sont publiées comme celle de Jean-René Trochet, professeur de géographie historique à l'Université Paris IV, intitulée Géographie historique, hommes et territoires dans les sociétés traditionnelles (1998). La géographie historique connaît un net regain d'intérêt parmi ces nouvelles générations de géographes qui ouvrent de nouveaux champs de recherche. Le colloque international organisé en Sorbonne en 2002 : Où en est la géographie historique ?, en témoigne. Les thématiques y sont apparues étonnement diversifiées vers la géographie de la santé, de la zoographie, du patrimoine industriel et des transports, de la démographie ou des questions militaires. La redécouverte de la géographie historique constitue un phénomène bel et bien majeur de la géographie française en ce début du XXIe siècle au point que l'une des questions au programme des concours de recrutement de l'enseignement secondaire à la même période s'intitulait Espaces et temporalités.
La géographie historique apparaît la plus ancienne, mais aussi la plus érudite, la plus savante tant les méthodes sont diversifiées, empruntées autant à l'histoire qu'aux autres sciences humaines.
Malgré sa dimension pluriséculaire et ancienne, force est de remarquer que pendant presque un demi-siècle, elle fut peu connue ou reconnue dans les instances de la recherche et dans les savoirs universitaires en France. Cette tendance semble se renverser progressivement depuis les années 1980. Les géographes sont plus nombreux à reconsidérer la place du facteur historique dans l’approche spatiale, prenant conscience de son apport pour mieux gérer les enjeux sociaux et territoriaux actuels. Le plus grand nombre de thèses de géographie historique soutenues à l’Université témoigne de ce regain d’intérêt parmi la nouvelle génération de chercheurs.

## Le regain d'intérêt pour la géographie historique aujourd'hui
Ce regain d’intérêt pour la géographie historique parmi les géographes depuis les années 1980 s’explique pour différentes raisons. Celles-ci renvoient à la fois à la combinaison des temporalités, à la diversité des thématiques et au jeu des échelles géographiques. Contrairement à la méthode historique, qui distingue quatre grandes périodes (ancienne, médiévale, moderne et contemporaine), la géographie historique ne se soucie pas de découpages temporels figés et orientant les études dans une période en particulier. Elle se construit selon des dynamiques et des rythmes temporels qui varient selon l’objet étudié. Cette différence avec l’histoire n’empêche pas de réfléchir sur la manière d’appréhender la notion d’échelle temporelle. Dans un article publié en 1995, Pierre Flatrès montre qu’il existe deux rythmes majeurs. Le premier porte sur la géographie dite rétrospective. Le terme est peu, voire pas du tout employé, alors que la démarche se rencontre surtout dans les travaux des historiens. Fernand Braudel, dans La Méditerranée et le monde méditerranéen à l’époque de Philippe II (1949) emploie l’expression de « géographie humaine rétrospective ». Pour Jean-Robert Pitte, la géographie rétrospective serait « l'application des méthodes modernes de la géographie à des situations du passé et avec les sources et documents du passé ». Son intérêt réside dans l’analyse des phénomènes géographiques à un moment défini dans le passé.
L’étude de Marie Saudan : Espaces perçus, espaces vécus : géographie historique du Massif central du IXe au XIIe siècle (2004), en est un exemple. Cette géographie historique du Massif central traite des espaces politico-administratifs civils et ecclésiastiques, des espaces monastiques à travers la structure des réseaux de dépendances monastiques, des espaces de diffusion des monnaies et des espaces culturels en lien avec les pratiques de l’écrit. À travers l’étude des chartes (soit 2765 textes en latin), l’auteur montre ainsi les mutations et les permanences des modes de vie des habitants du Massif central à des échelles spatiales variées. Il en résulte, notamment, que ce territoire, qui n’a jamais formé une entité politique, continue de présenter des éclatements spatiaux au travers des phénomènes étudiés sans que la montagne ne joue d’influence spécifique. Le second rythme temporel renvoie à la géographie dite historique.
Pour Xavier de Planhol, elle se définit par des « incursions des géographes dans le domaine historique », « la recherche dans le passé d’une explication du présent » sans rechercher la reconstitution historique globale. Pierre Flatrès emploie l’expression de « tri des traces du passé » pour comprendre le présent. Jean-Robert Pitte, dans Bordeaux-Bourgogne, les passions rivales (2005) illustre cette seconde démarche. En mêlant histoire et géographie, l’auteur fait découvrir toutes les facettes d’un fossé qui s’est creusé depuis des siècles entre Bordeaux et Bourgogne au travers des modes de fabrications des vins, de leur commerce et de leur consommation, des cultures et des vies qui s’y sont consacrées avec passion. Sur une période longue, de l’Antiquité à aujourd’hui, il montre que les bons terroirs résultent à la fois de données physiques avantageuses et du savoir-faire des vignerons qui se perfectionne lentement depuis les premières implantations de vignes durant l’Antiquité gallo-romaine. Par exemple, au Moyen Âge, les moines de Cîteaux, propriétaires du Clos de Vougeot, améliorent des techniques ancestrales et abandonnent le complantage (vignes mêlées aux arbres fruitiers). Le premier attrait de la géographie historique se distingue justement dans cette souplesse d’analyse des rythmes temporels où les grandes périodes ne forment pas d’ensembles cloisonnés, mais au contraire une continuité où les éléments du passé permettent de comprendre les faits actuels.
La deuxième spécificité de la géographie historique se rencontre dans la transversalité des thématiques. Là aussi, cette approche de la géographie apparaît ouverte à de multiples domaines des sciences. La conception d’Auguste Longnon, professeur au Collège de France entre 1892 et 1911, qui s’intéressait essentiellement aux évolutions des circonscriptions territoriales, est de longue date dépassée, même si elle reste utile à la formation des chartistes à l’École des chartes. Elle a pu encore connaître un certain rayonnement par l’ouvrage de Léon et Albert Mirot (1947). Mais, depuis le début du XXe siècle, la géographie historique s’ouvre à un large éventail de thématiques. Elle apparaît traditionnellement politique (les circonscriptions territoriales et la géographie des frontières) et rurale (les techniques et les structures agraires, les formes d’habitat, les paysages agraires, les mutations de l’espace agricole).
Elle tend à se diversifier vers d’autres thématiques comme celle de l’aménagement du territoire (les grandes politiques des États), de la géographie urbaine (mutations des paysages urbains et de l’urbanisme), économique (études des espaces et des paysages industriels, agricoles, tertiaires, des réseaux de transport et d’échange), sociale (les genres de vie, les contrastes régionaux des pratiques religieuses, des niveaux d’alphabétisation, etc.). L’approche culturelle occupe une place à part. Déjà explorée par l’école vidalienne, elle suscite un intérêt particulier depuis les années 1980 autant parmi les géographes que parmi les historiens. L’historien Alain Corbin, dans Le territoire du vide, le désir du rivage de 1750 à 1850, montre que, jusqu’au milieu du XVIIIe siècle, la plage est perçue comme un espace de transition entre les hommes et le chaos de l’univers marin. Elle fait partie des interdits que les mythes et l’interprétation biblique entretiennent depuis l’Antiquité. À partir de la seconde moitié du XVIIIe siècle, les valeurs attachées à cet espace sont inversées. Le littoral attire et fascine une minorité de personnes, comme les scientifiques, qui apprécient la contemplation du spectacle d’un rivage travaillé par les vagues, les bains de mer dont on découvre les bienfaits pour le corps, le plaisir d’une promenade dans une atmosphère oxygénée. Jean-Robert Pitte, dans Bordeaux-Bourgogne, les passions rivales, accorde une large place aux facteurs culturels, puisque ce sont justement les hommes qui sont au cœur de la géographie historique. Si les techniques évoluent vers la recherche de la qualité au XVIIIe siècle, les vins de Bordeaux et Bourgogne suivent des destins différents parce que conçus pour des clientèles elles-mêmes différentes. Dès le milieu du Moyen Âge, les Bourgognes sont consommés sur les tables des rois, des papes et des évêques, les Bordeaux sont exportés vers l’Angleterre dès que l’Aquitaine passe sous domination des Plantagenêts en 1152. Ces chemins qui se séparent dans l’évolution des vignobles ne cessent pas de s’éloigner durant le faste XVIIIe siècle. La formation des grands domaines fonciers appartenant à de puissantes familles, les investissements réalisés, les exigences nouvelles des clientèles, les réseaux de commerce vers la mer du Nord pour l’un, vers Paris et les régions accessibles pour l’autre, contribuent largement au creusement des différences. L’auteur montre aussi le poids des différences de ces deux mondes qui ne se côtoient pas. « En caricaturant quelque peu, les Bordelais ont des diplômes, parlent anglais et parfois une autre langue étrangère, lisent quotidiennement la presse économique, s’habillent à la mode des gentlemen farmers anglais (...). Les Bourguignons, au contraire, pour beaucoup d’entre eux ne font pas d’études poussées, s’habillent dans le style rustique ou sportif (...), et ont des manières fièrement assumées de paysans ». Les différences sont finalement présentes dans tous les domaines, non seulement dans la saveur des vins, mais aussi dans la forme des bouteilles (bordelaise/champenoise-bourguignonne), le lieu et le moment de la dégustation (en carafe et à table dans le Bordelais, en bouteille et « quand on a soif » en Bourgogne et à Paris), le contact entre buveur et vignerons plus ouvert et moins maniéré en Bourgogne. La pratique religieuse, où l’influence protestante marque bien des manières d’être et de penser le vin dans le Bordelais, mais non dans la Bourgogne traditionnellement catholique, contribue aussi à mieux comprendre ces différences. Par exemple, le choix du cabernet-sauvignon à Bordeaux répond au besoin de séduire une clientèle protestante nord-européenne, en accord avec une conception puritaine du monde, d’où des saveurs qui inspirent le contrôle de soi-même. Les vins de Bourgogne renvoient à une influence plus catholique et latine d’autant que l’Église a été un grand propriétaire de vignobles jusqu’à la Révolution. L’auteur aime rappeler la sentence du cardinal de Bernis (probablement apocryphe) : « je dis ma messe au grand meursault pour ne pas faire la grimace au Seigneur en communiant » (p. 228).
En somme, la géographie historique forme une sous-discipline à part entière, compte tenu de la diversité de ses thématiques, qui souffre cependant d’un déficit de reconnaissance dans le domaine de l’enseignement supérieur. Il est rare que, dans les Universités, un enseignement spécifique y soit consacré. Le plus souvent, elle est abordée séparément, parfois à titre introductif, dans l’une des branches de la géographie, qu’elle soit rurale, urbaine, économique ou politique. Toujours est-il que la géographie ne peut se passer des facteurs historiques pour assimiler les mutations du temps présent. Enfin, il ne saurait être de géographie historique sans faire référence à la combinaison des échelles spatiales. L’étude d’un même phénomène peut révéler des dynamiques différentes selon l’échelle locale, régionale, continentale ou planétaire. Là encore, la géographie historique se distingue de l’histoire par ce jeu des effets d’échelles avec, pour conséquence, l’emploi de méthodes de travail adaptées et variées selon les cas. L’étude de Xavier de Planhol, L’eau de neige (1995), illustre à la fois l’approche culturelle en géographie historique et ce jeu des échelles spatiales. Il montre que la consommation d’une boisson fraîche ne constitue pas une habitude commune à tous aux origines des civilisations, mais bel et bien une transgression d’un ordre naturel. Les sociétés consomment traditionnellement les boissons chaudes ou tièdes. Pour démontrer ce fait, l’auteur suit trois grandes idées. La première est de rappeler que le besoin de rafraîchir la boisson naît dans l’Orient antique (en Égypte) parmi les élites, puis s’est développé progressivement vers l’Occident à partir de la Renaissance, enfin étendu dans les classes populaires à partir du XXe siècle. Les usages évoluent ainsi de l’Orient vers l’Occident, puis de l’Occident vers les colonies, des élites vers les classes populaires. Les sociétés inventent et adoptent ainsi des techniques différentes pour destiner aux jours les plus chauds cette fraîcheur. La deuxième idée apparaît justement dans les différences culturelles de mise au point des techniques de rafraîchissement. Xavier de Planhol en distingue alors trois principales : les procédés chimiques et naturels, la glacière qui conserve la glace et la neige, le réfrigérateur qui devient un produit de masse au dernier siècle. Enfin, l’auteur montre que cette habitude alimentaire, si commune aujourd’hui, s’est inégalement développée dans le monde avec quelques pôles régionaux de résistance. Il distingue l’usage courant de la glace naturelle dans les zones tempérées à hiver froid (Russie, Canada, Norvège, etc.), la recherche de la glace, parfois sur des distances de plusieurs centaines de kilomètres, dans la zone tempérée à hiver modéré (commercialisée dans les zones urbaines), la consommation de l’eau de neige dans la zone subtropicale méditerranéenne (Afghanistan, Iran, Italie du Sud, Chili, Syrie) prélevée en hiver puis conservée dans des puits.
Enfin, des zones de résistance se font jour selon les époques et les civilisations. Au XIXe siècle, en Prusse-Orientale et en Baltique occidentale, l’aristocratie se refuse à consommer une boisson fraîche puisque le froid renvoie à l’enfer. Au XXe siècle, la bière et le thé en Angleterre, le saké et le thé dans l’aire sino-japonaise se dégustent traditionnellement tièdes. En somme, le jeu des échelles et des typologies spatiales favorisent une tout autre analyse.
La géographie historique française ne cesse donc d’évoluer selon des perspectives plus larges tant par les thématiques que par les méthodes -d’érudition et de terrain- employées. En dehors du plaisir qu’elle procure au chercheur, quels usages et quelles utilités peuvent en être tirés? Le récent colloque international de géographie historique, organisé à l’Université Paris-Sorbonne en 2002, pose de nombreuses questions, mais apporte aussi de nombreuses propositions concernant l’utilité de la géographie historique.

## Mieux comprendre l'environnement
La géographie historique répond aussi au besoin et à la nécessité de mieux comprendre et gérer l'environnement. Au XXe siècle, le défrichement intensif du bocage dans certaines régions de l'Ouest de la France, à des fins de rentabilité économique et agricole, conduit régulièrement, en période de fin d'hiver notamment, à des inondations dommageables aux personnes et aux biens matériels. Les différents travaux de géographie historique rurale, à la même époque des remembrements, avaient démontré que les structures agraires anciennes, originaires du XIe - XIIe siècle, ont été adoptées pour répondre à un besoin économique et social tout en respectant les ressources et les sols. La suppression du bocage conduit à bouleverser les écosystèmes et un mode traditionnel du travail de la terre, exposant les sociétés à de nouveaux risques naturels. Les échecs des remembrements et les replantations actuelles de haies d'arbres sur la façade qui s'inscrivent désormais dans la politique du développement durable, auraient pu être ainsi évités en suivant les travaux d’André Meynier, Pierre Flatrès, Jean Peltre et François Terrasson. Dans certaines régions forestières, la géographie historique aide également à la prévention contre les risques naturels. Comme le souligne Christine Bouisset dans ses travaux sur la connaissance des incendies de forêt dans le Var, la géographie historique fait un retour sous la pression de la législation.
Le Code de l'environnement de 1987 oblige à informer les populations des risques éventuels tandis que, depuis 1995, les dispositifs réglementaires intègrent systématiquement une analyse historique des phénomènes naturels à risques. Dans le massif des Maures, l'analyse de la répétition et de la fréquence des incendies de forêts, à partir de sources écrites et orales, conduit à observer que les incendies se reproduisent aux mêmes lieux. Ce n’est pas tant le tourisme, l’exode rural ou l'abandon de l'entretien des forêts qui constituent le phénomène explicatif essentiel, mais le fait que les feux réapparaissent aux mêmes endroits. La prise en compte de ces comportements permet ainsi de mieux mesurer la prévention et le risque couru par les sociétés. Ailleurs, en Lorraine, la remise en cause des modèles sylvicoles à la fin du XXe siècle, afin d'améliorer leur gestion, aboutit à la recherche des paysages d'autrefois. S’est ainsi posée la question de la redécouverte des aménagements forestiers antérieurs au XXe siècle dans une région où la forêt constitue un enjeu économique et culturel essentiel compte tenu des superficies concernées, comme dans les Vosges.
Des pressions divergentes entre les groupes d'intérêts, entre les écologistes et les forestiers notamment, se sont manifestées. Les travaux sur la géographie historique des milieux forestiers aident à mieux comprendre le fonctionnement global des écosystèmes et des sylvosystèmes passés et présents. Ils tendent aussi à faciliter la mise en œuvre des chartes forestières, à concevoir « des architectures de peuplement plus cohérentes possibles » et à dépassionner la patrimonialisation des forêts. L'apport de la géographie historique se révèle finalement essentiel pour mieux concevoir les aménagements futurs des milieux naturels.

## La géographie historique et l’aménagement du territoire
L’apport de la géographie historique s’inscrit finalement là où les activités humaines ont laissé des traces. Elle permet de reconstituer le fil directeur du passé des territoires et des hommes comme en témoignent les études d’aménagement des espaces ruraux et urbains qui intègrent plus fréquemment le facteur historique. La reconversion des berges ou rives de la Seine à Paris en aires de loisir pour les citadins pendant le mois d’août résulte de plusieurs années d’études du passé de ces espaces. Celles-ci ont montré que jusqu’au XXe siècle les quais du fleuve étaient des espaces de vie, souvent festifs, depuis la fin du Moyen Âge. L’aménagement des voies autoroutières sur ces emplacements a bouleversé les genres de vie et leurs modes d’appropriation au début des années 1970.

### Région industrielle de l'ex-RDA
En matière d’aménagement industriel, les mêmes principes peuvent être soulignés. Les travaux sur les paysages industriels de Leipzig-Halle de Michel Deshaies en témoignent. Cette région allemande de l’ex-RDA est marquée par plusieurs siècles d’exploitation minière (cuivre et lignite). Le régime communiste, avant 1989, avait même accentué les aménagements industriels bouleversant plus encore le paysage naturel. Dans les années 1990, la crise industrielle conduit à l’arrêt brutal de presque toutes les activités minières. La question du devenir de ces espaces industriels s’est donc vite posée pour les élus politiques et a conduit à mener des études pour des travaux d’aménagement paysagers, notamment du passé. Les résultats des études conduisent à deux conclusions majeures. Dans le bassin de lignite, l’exploitation du charbon était de création relativement récente, soit dans la seconde moitié du XIXe siècle. Il n’existe donc pas une forte tradition minière qui aurait influencé la reconversion des sites. En effet, les espaces d’extraction ont pu être transformés en espaces lacustres et en aires de loisirs des citadins. En revanche, dans le bassin cuprifère, la tradition minière apparaît beaucoup plus ancienne. Les premières exploitations se sont ouvertes au XIIe siècle. L’activité constitue un pilier de l’identité et de la culture des habitants. Afin de ne pas rompre avec cette longue histoire minière, il a été décidé de fossiliser les paysages et de favoriser leur mise en valeur. L’apport de la géographie historique aide ainsi à mieux connaître les mentalités et les attitudes des décideurs, les identités locales afin de favoriser des plans d’aménagements harmonieux selon la culture du moment.

### Lorraine industrielle
Les politiques d’aménagement actuelles reconstituent progressivement et temporairement un passé devenu source de nostalgie. La finalité de la géographie historique est donc plurielle. Elle tend à influencer les décideurs, respecter les attentes du citoyen, créer des espaces en harmonie avec les sociétés. Sa dimension civique est, comme la géographie dans son ensemble, porteuse de nouvelles réflexions sur la responsabilité du citoyen quant au choix des genres de vie. La thèse de Romain Garcier sur La pollution industrielle de la Moselle française 1850-2000 en est un exemple illustratif. Depuis la fin du XIXe siècle, le bassin-versant français de la Moselle (11 500 km2) est affecté par la pollution industrielle alors que les modalités pratiques de la gestion de la pollution de l’eau sont très mal connues. L’auteur montre, au contraire, que la conscience de pollution industrielle était générale et partagée entraînant des initiatives pour la combattre. Mais les mesures prises par l’État se sont révélées inefficaces. L’auteur met en évidence, en particulier, l’impuissance des scientifiques à proposer des procédés d’épuration satisfaisants pour certains produits comme l’ammoniaque, d’où une situation de dégradation acceptée de fait par la population et les autorités. Parallèlement, la législation interdit les déversements industriels dans les eaux mais est incapable de l’appliquer dans les sites appropriés d’où une situation inextricable.
La pollution tend donc à s’accroître selon le développement des activités industrielles, surtout avant 1914 et au début des années 1960. L’essor industriel de la Lorraine fait l’objet d’un consensus entre les pouvoirs publics, les industriels et les populations au nom d’un progrès qui permet de négliger tous les effets néfastes de l’industrialisation. La nature apparaît instrumentalisée au profit des industriels, intégrée dans les structures de production industrielle de sorte que les effets de la pollution ne sont pas perçus comme un problème d’aménagement. À partir de la Seconde Guerre mondiale, un nouveau contexte se dégage : la reconnaissance du lien entre l’aménagement de la nature et de la pollution industrielle, les incidents de pollution condamnés par la justice, le développement d’une thématique de la pénurie d’eau qui heurte le consensus lorrain, la planification de l’eau en raison des pénuries potentielles et des pollutions. Un phénomène de prise de conscience de la pollution se fait jour. De fortes pressions commencent à s’exercer sur les industriels.
La canalisation de la Moselle en 1964 permet la mise en place des commissions internationales pour la protection de la Moselle et de la Sarre contre la pollution. Parallèlement, la question de la salinité du Rhin se pose dès 1972 quand interviennent les pays voisins contre la pollution par chlorures. Le consensus lorrain commence à s’effriter. À partir des années 1980, le contexte de la crise industrielle, les mouvements écologistes, les études scientifiques et les exigences des pays voisins concernés par le problème de la pollution de la Moselle favorisent la construction d’un autre mode de gestion. Le choix du bassin rhénan comme district international expérimental (directive-cadre européenne sur l’eau de 2000) en est le résultat. Cette étude permet ainsi de mieux appréhender le problème de la pollution des eaux dans le temps et surtout de poursuivre le processus de dépollution toujours en cours. 